# Стангачауа (Мехединци)
Стангачауа (рум. Stângăceaua) насеље је у Румунији у округу Мехединци у општини Стангачауа. Oпштина се налази на надморској висини од 167 m.

## Становништво
Према подацима из 2011. године у насељу је живело 490 становника.